# Incilius pisinnus
Espèce
Synonymes
- Bufo pisinnus Mendelson, Williams, Sheil, & Mulcahy, 2005

Statut de conservation UICN

 EN  : En danger
Incilius pisinnus est une espèce d'amphibiens de la famille des Bufonidae.

## Répartition

Distribution

Cette espèce est endémique du Michoacán au Mexique. Elle se rencontre à environ 335 m d'altitude dans la vallée du río Tepalcatepec.

## Description
Les mâles mesurent jusqu'à 51 mm et les femelles jusqu'à 62 mm.

## Publication originale
- Mendelson, Williams, Sheil & Mulcahy, 2005 : Systematics of the Bufo coccifer complex (Anura: Bufonidae) of Mesoamerica. Scientific Papers, University of Kansas Natural History Museum, vol. 38, p. 1–27 (texte intégral).